# 木曜ミステリー
木曜ミステリー（もくようミステリー）は、テレビ朝日系列において、1999年1月14日から2014年6月5日、および同年10月16日から2022年9月15日まで毎週木曜日の20:00 - 20:54（JST）に放送されていた、テレビ朝日と東映が製作するテレビドラマ枠。

## 概要
それまで同時間帯で時代劇を製作していた東映京都撮影所が時代劇から転換し、1999年1月14日より始まった現代劇枠。「ミステリー」の名称通り推理ドラマ色が強く、時代劇枠だった時代や当枠と同じく東映制作・テレビ朝日放映である水曜21時台の刑事ドラマ枠と同様、固定された長期シリーズ作品を3カ月や半年で区切って交互に放送する体制を基本としている。
東映京都撮影所制作であり、原則として京都を舞台とした作品が多い事からテレビドラマファンの間では「京都枠」・「東映京都枠」と通称されている。しかし、舞台は京都でもセリフは京言葉でなく標準語が使われている。また、水曜21時刑事ドラマ枠と異なり、主人公の職業は警察署員でも刑事以外の役職や警察以外の職業であるケースが多い。初期はコメディ色の強いエピソードも多かったが、次第に薄くなっている。
テレビ朝日の連続ドラマ枠では唯一の20時台ということもあって、19時枠のバラエティー番組の2時間スペシャルなどの特別番組により休止となる傾向があり、1作品あたりの放送回数が6話 - 8話程度とやや少なくなってしまうケースが多い（水曜21時枠や木曜21時枠の作品はおおよそ9 - 11話位である）。
また、『科捜研の女』はおおよそ15話 - 17話位である（水曜21時枠で2クール放送している『相棒』は18話 - 20話程度）が、近年は別枠での単独でスペシャルを放送することも多くなっている。
2014年7月から9月までは『信長のシェフ （第2シリーズ）』を放送し、「木曜ミステリー」枠は一旦休止された。
2019年4月からは『科捜研の女』の20周年記念とテレビ朝日開局60周年記念の二つの節目を記念してのビッグプロジェクトとして1年間の放送が行われ、当枠で初めての通年放送となる。
放送開始から20年以上、長きにわたって愛されるシリーズを多数輩出してきた同枠であったが、2022年7月クールをもって、その歴史に幕を下ろした。同時に、1987年4月 - 9月放送の単発作品『傑作時代劇』以来、36年（そのうち、木曜ミステリーを設けられなかった年は2014年7月クール）続いたテレビ朝日木曜20時枠のドラマ枠は終了した（連続物に限定すると、その次の1987年10月 - 1988年3月放送『三匹が斬る!』以来35年）。現在はVHS・DVDが販売されている他、BS放送『BS朝日』とCS放送『テレ朝チャンネル』にて過去の作品が再放送されている。
なお、本枠終了後も引き続き『遺留捜査』シリーズ及び『警視庁・捜査一課長』シリーズのドラマスペシャルとして継続して放送されている他、火曜21時にドラマ枠が新設され、当枠からは『科捜研の女』のseason22が放送されたが、Season23以降は水曜21時枠に変更された。以降火曜21時枠では東映以外の制作会社によるドラマの制作が続いているため、東映がレギュラーで制作に携わるドラマ枠は、水曜21時枠とスーパーヒーロータイムのみとなった。しかし2025年4月クールの火曜21時枠は2022年の火曜21時ドラマ枠創設時『科捜研の女2022 』以来約2年半ぶりに東映制作作品が放送されている。
- 複数シリーズ作品
  - 科捜研の女（1999年 - 2022年、21シリーズ継続）：主演 - 沢口靖子 [注 4]
  - 遺留捜査（2011年 - 2022年、6シリーズ継続）：主演 - 上川隆也 [注 5]
  - 警視庁・捜査一課長（2016年 - 2022年、6シリーズ継続）：主演 - 内藤剛志
- シリーズ終了
  - 京都迷宮案内（1999年 - 2008年、全10シリーズ）：主演 - 橋爪功
  - オヤジ探偵（2001年・2002年、全2シリーズ）：主演 - 中村雅俊
  - おみやさん（2002年 - 2012年、全9シリーズ）：主演 - 渡瀬恒彦
  - 京都地検の女（2003年 - 2013年、全9シリーズ）：主演 - 名取裕子
  - 女刑事みずき〜京都洛西署物語〜（2005年・2007年、全2シリーズ）：主演 - 浅野ゆう子
  - その男、副署長（2007年 - 2009年、全3シリーズ）：主演 - 船越英一郎
  - 刑事110キロ（2013年・2014年、全2シリーズ）：主演 - 石塚英彦
  - 刑事ゼロ（2019年）：主演 - 沢村一樹
- 単発
  - 舞妓さんは名探偵!（1999年）：主演 - 酒井美紀
  - 京都始末屋事件ファイル（1999年）主演 - 古谷一行
  - 別れる2人の事件簿（2000年）：主演 - 片平なぎさ
  - 京都潜入捜査官（2000年）：主演 - 名取裕子
  - 異議あり!女弁護士大岡法江（2004年）：主演 - 高島礼子
  - 853〜刑事・加茂伸之介（2010年）：主演 - 寺脇康文
  - ホンボシ〜心理特捜事件簿〜（2011年）：主演 - 船越英一郎
  - 捜査地図の女（2012年）：主演 - 真矢みき
  - 出入禁止の女〜事件記者クロガネ〜（2015年）：主演 - 観月ありさ
  - 京都人情捜査ファイル（2015年）：主演 - 高橋克典
  - 最強のふたり〜京都府警 特別捜査班〜（2015年）：主演 - 名取裕子・橋爪功
  - 女たちの特捜最前線（2016年）：主演 - 高島礼子
  - IP〜サイバー捜査班（2021年）：主演 - 佐々木蔵之介

### 放送枠
開始当初は20:00 - 20:54（JST、以下略）に放送していた。
1999年7月から2000年3月までの9カ月間は関東地方のみ19:59 - 20:54の放送で、1分間放送が長かった。2000年4月から9月までは『ニュースステーション』が21:54からのフライングスタートに伴い、ネット局全局でそれまでより6分早まった19:54 - 20:48に放送されていたこともあったが、同年10月から再度20:00 - 20:54に戻った。
なお2012年10月 - 2013年6月の間、回によってはテレビ朝日ほか一部系列局において通常より2分繰り上げて19:58開始とすることがあった（その他のテレビ朝日系列局では通常通り20:00からの放送）が、2013年7月以降、テレビ朝日ほか一部系列局において通常編成時には従前より2分繰り上げ・拡大の19:58開始に変更した（その他のテレビ朝日系列局では変わらず20:00から）。2015年4月よりフライングスタートを廃止し、全ネット局で20:00開始（フルネット局では2分短縮）に変更された。

### その他
2003年10月期には「開局45周年記念」として京都以外が舞台となる『西部警察2003』が全10回で放送予定だったが、ロケ先の名古屋での撮影中の事故により制作および放送が中止となり、急遽2004年1月期からスタート予定であった『新・京都迷宮案内』が繰り上がった。また、この影響で2004年に放送された『異議あり!女弁護士大岡法江』は東京が舞台となった。
2006年1月5日に新春サスペンス特別企画として、『黒いバッグの女』が放送された。「月刊ドラマ」誌2006年1月号に掲載された脚本の西岡琢也の言によれば、長年、連続ドラマ『京都迷宮案内』を手掛けてきたご褒美に何か一つ、自由に書いていいと言われて企画がはじまったドラマだという。この出演者には、橋爪功や名取裕子など、歴代作品の主役や準主役級が出演し、設定上にも「京都日報」などが登場した。なお、「京都日報」は木曜ミステリーにおいて新聞が小道具として使用されるシーンに頻出し、主人公の購読紙となっている作品（新・科捜研の女シリーズなど）もある。
2010年4月22日放送分からのジャンクションは直前番組『いきなり!黄金伝説。』の出演者（ココリコほか）が「『黄金伝説。』の後は『木曜ミステリー、○○』!」と言う演出になった。また、直後番組『木曜ドラマ』へのジャンクションは主演者が「『○○』の後は、『木曜ドラマ、○○』」と言ってから行う（こちらも『木曜ドラマ』を省く場合もあり）。
日本テレビ系『ぐるぐるナインティナイン』のコーナー『グルメチキンレース・ゴチになります!』にレギュラー出演していた船越英一郎は2009年4月に同番組が木曜20時台へ移動した際、木曜ミステリーの主演シリーズを優先するため同年4月9日の放送をもって出演を休止。その後12月24日の放送で再出演した際に準会員（不定期のゲスト〈準レギュラー〉格）となった。なお、翌2010年はナインティナインの岡村隆史が病気療養中だったときに岡村の代理として出演している。2022年9月の本枠終了後は2023年8月10日放送分の2時間SPに参加した。
初回や最終回を中心に別のシリーズ作品の主人公が役柄そのままにゲスト出演することがある（例：『京都迷宮案内シリーズ』の杉浦が『京都地検の女』に登場し、逆に『京都地検の女』鶴丸が『京都迷宮案内シリーズ』に登場する）。基本は同じ木曜ミステリー枠内のシリーズが対象だが、2016年1月14日放送の『科捜研の女』で同番組の直後に当日スタートする『スペシャリスト』の宅間善人（草彅剛）が役柄そのままに登場している。2018年に4月期には『警視庁・捜査一課長』と、本枠の後に放送された『未解決の女 警視庁文書捜査官』とのコラボレーションが行われた。『捜査一課長』に『未解決の女』の矢代朋と古賀清成、財津喜延が、『未解決の女』に『捜査一課長』の大岩純一と小山田大介がゲスト出演した。東映制作ではない木曜ドラマ作品に木曜ミステリー枠のゲスト出演はこれが初めてとなる。
2017年3月からは、本枠と『木曜ドラマ』の両作品が終了する改編期に、『ミステリースペシャル』という単発ドラマ枠を設置している。

## 最高視聴率上位
視聴率傾向は定番シリーズを中心に10％ - 15%あたりで安定している（ビデオリサーチ調べ、関東地区・世帯・リアルタイム。以下略）。2013年3月現在、視聴率15%以上を取った放送回は下表のとおりで、上位4位までは全て『科捜研の女』、上位10位中でも6回は『科捜研の女』である。また上位10位のうち、6回が初回、最終回、特番など2時間拡大スペシャルでの放送回となっている。作品シリーズ別での内訳は、『科捜研の女』が15回、『おみやさん』と『京都迷宮案内』が各5回、『京都地検の女』が2回、『その男・副署長』が1回。
以降、[数字]は、シーズンいくつ（第何作目）、ということ。
| 順位 | タイトル                                       | 放送日         | 最高視聴率 |
| ---- | ---------------------------------------------- | -------------- | ---------- |
| 1    | 科捜研の女[11] 第1話（初回スペシャル）         | 2011年10月20日 | 17.1%      |
| 1    | 新・科捜研の女[4] 第8話                        | 2008年6月12日  | 17.1%      |
| 3    | 科捜研の女 2時間スペシャル（特番）             | 2010年3月19日  | 16.9%      |
| 4    | 新・科捜研の女 2時間スペシャル（特番）         | 2008年3月13日  | 16.6%      |
| 5    | 新・京都迷宮案内[3] 第10話（最終回スペシャル） | 2006年3月16日  | 16.5%      |
| 6    | 科捜研の女[10] 第1話（初回スペシャル）         | 2010年7月8日   | 16.4%      |
| 6    | その男・副署長[1] 第7話                        | 2007年6月7日   | 16.4%      |
| 8    | 科捜研の女[9] 第9話                            | 2009年9月3日   | 16.3%      |
| 9    | 京都迷宮案内[4] 第6話                          | 2002年2月14日  | 16.2%      |
| 10   | 京都地検の女[8] 第1話（初回スペシャル）        | 2012年7月5日   | 16.0%      |
| 11   | 科捜研の女[9] 第1話（初回スペシャル）          | 2009年7月2日   | 15.9%      |
| 11   | おみやさん[5] 第6話                            | 2006年11月30日 | 15.9%      |
| 13   | 科捜研の女[9] 第7話                            | 2009年8月20日  | 15.8%      |
| 14   | 科捜研の女[3] 第8話（最終回スペシャル）        | 2001年12月20日 | 15.7%      |
| 15   | 科捜研の女クリスマススペシャル                 | 2013年12月25日 | 15.6%      |
| 16   | 科捜研の女[11] 第4話                           | 2011年11月10日 | 15.5%      |
| 16   | 科捜研の女[9] 第2話                            | 2009年7月9日   | 15.5%      |
| 18   | おみやさん[7] 第1話（初回スペシャル）          | 2010年4月15日  | 15.4%      |
| 18   | 新・京都迷宮案内[3] 第7話                      | 2006年2月23日  | 15.4%      |
| 20   | 科捜研の女[10] 第10話（最終回スペシャル）      | 2010年9月16日  | 15.3%      |
| 20   | おみやさん[6] 第9話                            | 2009年1月22日  | 15.3%      |
| 20   | 新・科捜研の女[2] 第10話（最終回）             | 2005年9月15日  | 15.3%      |
| 23   | 新・京都迷宮案内[3] 第6話                      | 2006年2月16日  | 15.1%      |
| 24   | 京都地検の女[6] 第9話（最終回）                | 2010年12月9日  | 15.0%      |
| 24   | 科捜研の女[10] 第7話                           | 2010年8月26日  | 15.0%      |
| 24   | 科捜研の女[9] 第4話                            | 2009年7月30日  | 15.0%      |
| 24   | おみやさん[6] 第2話                            | 2008年10月30日 | 15.0%      |
| 24   | おみやさん[5] 第1話                            | 2006年10月19日 | 15.0%      |
| 24   | 新・京都迷宮案内[2] 第1話                      | 2004年10月28日 | 15.0%      |

- 視聴率はビデオリサーチ調べ、関東地区・世帯・リアルタイム。

## 作品

### 1990年代後半

#### 1999年
- 京都迷宮案内 出演：橋爪功、西村和彦、大河内奈々子、ベンガル、北村総一朗、野際陽子ほか
- 舞妓さんは名探偵! 出演：酒井美紀、原田龍二、高橋ひとみ、船越英一郎、岸田今日子ほか
- 京都始末屋事件ファイル 出演：古谷一行、風間トオル、田中美里、久我陽子、渡辺哲ほか
- 科捜研の女 出演：沢口靖子、小林稔侍、渡辺いっけい、伊藤裕子、一路真輝、小林隆ほか

### 2000年代前半

#### 2000年
- 京都迷宮案内[2] 出演：橋爪功、的場浩司、大路恵美、北村総一朗、野際陽子ほか
- 別れる2人の事件簿 出演：片平なぎさ、布施博、豊原功輔、仁藤優子、トミーズ雅ほか
- 京都潜入捜査官 出演：名取裕子、渡辺えり子、河相我聞、阿南健治、ベンガル、小野武彦ほか
- 科捜研の女[2] 出演：沢口靖子、小林稔侍、内藤剛志、伊藤裕子、今村恵子、羽野晶紀ほか

#### 2001年
- 京都迷宮案内[3]（2クール） 出演：橋爪功、的場浩司、大路恵美、野際陽子ほか
- オヤジ探偵 出演：中村雅俊、片平なぎさ、遠藤久美子、山西惇、岸田今日子
- 科捜研の女[3] 出演：沢口靖子、内藤剛志、葛山信吾、小林稔侍ほか

#### 2002年
- 京都迷宮案内[4] 出演：橋爪功、的場浩司、大路恵美、北村総一朗、野際陽子ほか
- 京都鴨川東署迷宮課おみやさん 出演：渡瀬恒彦、櫻井淳子、七瀬なつみ、加勢大周ほか
- 科捜研の女[4] 出演：沢口靖子、小林稔侍、内藤剛志、榊英雄、山崎一、深浦加奈子ほか
- オヤジ探偵[2] 出演：中村雅俊、片平なぎさ、遠藤久美子、山西惇、高田聖子、岸田今日子ほか

#### 2003年
- 京都迷宮案内[5] 出演：橋爪功、的場浩司、大路恵美、北村総一朗、野際陽子
- おみやさん[2] 出演：渡瀬恒彦、櫻井淳子、加勢大周、七瀬なつみ、片桐竜次、谷啓ほか
- 京都地検の女 出演：名取裕子、船越英一郎、国分佐智子、渡辺いっけい、蟹江敬三ほか
- 新・京都迷宮案内 出演：橋爪功、国生さゆり、小木茂光、北村総一朗、野際陽子ほか

#### 2004年
- 異議あり!女弁護士大岡法江 出演：高島礼子、小泉孝太郎、新山千春、金田明夫、伊東四朗ほか
- 新・科捜研の女[5] 出演：沢口靖子、内藤剛志、加藤貴子、山崎一、斉藤暁、田中健ほか
- おみやさん[3] 出演：渡瀬恒彦、櫻井淳子、加勢大周、片桐竜次、七瀬なつみ、谷啓ほか
- 新・京都迷宮案内[2] 出演：橋爪功、国生さゆり、小木茂光、西田健、北村総一朗、野際陽子ほか

### 2000年代後半

#### 2005年
- 京都地検の女[2] 出演：名取裕子、船越英一郎、益岡徹、大河内奈々子、渡辺いっけい、蟹江敬三ほか
- おみやさん[4] 出演：渡瀬恒彦、櫻井淳子、加勢大周、七瀬なつみ、不破万作、片桐竜次ほか
- 新・科捜研の女[6] 出演：沢口靖子、内藤剛志、加藤貴子、斉藤暁、小野武彦、田中健ほか
- 女刑事みずき〜京都洛西署物語〜 出演：浅野ゆう子、筧利夫、佐野史郎、高畑淳子、小林稔侍ほか

#### 2006年
- 新・京都迷宮案内[3] 出演：橋爪功、国生さゆり、小木茂光、西田健、北村総一朗、野際陽子ほか
- 京都地検の女[3] 出演：名取裕子、船越英一郎、益岡徹、渡辺いっけい、蟹江敬三ほか
- 新・科捜研の女[7] 出演：沢口靖子、内藤剛志、加藤たか子、斉藤暁、小野武彦、田中健ほか
- おみやさん[5] 出演：渡瀬恒彦、櫻井淳子、友近、林泰文、不破万作、片桐竜次、谷啓ほか

#### 2007年
- 新・京都迷宮案内[4] 出演：橋爪功、国生さゆり、小木茂光、西田健、北村総一朗、野際陽子ほか
- その男、副署長〜京都河原町署事件ファイル〜 出演:船越英一郎、田中美里、宇梶剛士、萬田久子ほか
- 女刑事みずき〜京都洛西署物語〜[2nd SEASON] 出演：浅野ゆう子、野村宏伸、松重豊、小林稔侍ほか
- 京都地検の女[4] 出演：名取裕子、船越英一郎、益岡徹、長谷川朝晴、渡辺いっけい、蟹江敬三ほか

#### 2008年
- 新・京都迷宮案内[5] 出演：橋爪功、国生さゆり、小木茂光、西田健、北村総一朗、野際陽子ほか
- 新・科捜研の女[8] 出演：沢口靖子、内藤剛志、若村麻由美、加藤貴子、斉藤暁、小野武彦、田中健ほか
- その男、副署長〜京都河原町署事件ファイル〜[Season2] 出演：船越英一郎、田中美里、宇梶剛士、萬田久子ほか
- おみやさん[6]（2クール） 出演：渡瀬恒彦、櫻井淳子、七瀬なつみ、林泰文、不破万作、片桐竜次、菅井きんほか

#### 2009年
- 京都地検の女[5] 出演：名取裕子、寺島進、益岡徹、渡辺いっけい、蟹江敬三ほか
- 科捜研の女[9] 出演：沢口靖子、内藤剛志、若村麻由美、加藤貴子、斉藤暁、小野武彦、田中健ほか
- その男、副署長[Season3] 出演：船越英一郎、田中美里、宇梶剛士、本田博太郎、萬田久子ほか

### 2010年代前半

#### 2010年
- 853〜刑事・加茂伸之介 出演：寺脇康文、田辺誠一、富田靖子、金田明夫、菅原大吉ほか
- おみやさん[7] 出演：渡瀬恒彦、櫻井淳子、七瀬なつみ、林泰文、不破万作、片桐竜次、鷲尾真知子ほか
- 科捜研の女[10] 出演：沢口靖子、若村麻由美、斉藤暁、小野武彦、田中健、内藤剛志ほか
- 京都地検の女[6] 出演：名取裕子、寺島進、益岡徹、渡辺いっけい、蟹江敬三ほか

#### 2011年
- ホンボシ〜心理特捜事件簿〜 出演：船越英一郎、髙嶋政宏、大塚寧々、桐山漣、石橋蓮司、榎木孝明ほか
- おみやさん[8] 出演：渡瀬恒彦、櫻井淳子、七瀬なつみ、林泰文、不破万作、片桐竜次、鷲尾真知子ほか
- 京都地検の女[7]  出演：名取裕子、寺島進、益岡徹、渡辺いっけい、蟹江敬三ほか
- 科捜研の女[11]（2クール）出演：沢口靖子、若村麻由美、風間トオル、斉藤暁、田中健、内藤剛志ほか

#### 2012年
- 新・おみやさん[9] 出演：渡瀬恒彦、京野ことみ、戸田恵子、七瀬なつみ、片桐竜次、鷲尾真知子ほか
- 京都地検の女[8] 出演：名取裕子、寺島進、大杉漣、益岡徹、蟹江敬三ほか
- 捜査地図の女 出演：真矢みき、石黒賢、内山理名、渡辺いっけい、草笛光子、中村梅雀ほか

#### 2013年
- 科捜研の女[12] 出演：沢口靖子、若村麻由美、風間トオル、斉藤暁、田中健、内藤剛志ほか
- 刑事110キロ 出演：石塚英彦、中村俊介、星野真里、竹下景子、石丸謙二郎、高畑淳子ほか
- 京都地検の女[9] 出演：名取裕子、寺島進、大杉漣、益岡徹、蟹江敬三ほか
- 科捜研の女[13]（2クール）出演：沢口靖子、若村麻由美、風間トオル、金田明夫、斉藤暁、内藤剛志ほか

#### 2014年
- 刑事110キロ[2] 出演：石塚英彦、中村俊介、星野真里、石丸謙二郎、高畑淳子ほか
  - この間一旦廃枠に。
- 科捜研の女[14] 出演：沢口靖子、若村麻由美、風間トオル、金田明夫、斉藤暁、内藤剛志ほか

### 2010年代後半

#### 2015年
- 出入禁止の女〜事件記者クロガネ〜 出演：観月ありさ、財前直見、益岡徹、小林稔侍
- 京都人情捜査ファイル 出演：高橋克典、松下由樹、松平健 、尾美としのり、石丸謙二郎ほか
- 最強のふたり〜京都府警 特別捜査班〜 出演：橋爪功、名取裕子、和田正人、酒井美紀、羽場裕一 ほか
- 科捜研の女[15]（2クール）出演：沢口靖子、若村麻由美、風間トオル、金田明夫、斉藤暁、内藤剛志ほか

#### 2016年
- 警視庁・捜査一課長 出演：内藤剛志、斉藤由貴、床嶋佳子、本田博太郎、金田明夫 ほか
- 女たちの特捜最前線 出演：高島礼子、宮崎美子、高畑淳子、渡辺いっけい、相島一之 ほか
- 科捜研の女[16]（2クール）出演：沢口靖子、若村麻由美、風間トオル、金田明夫、斉藤暁、内藤剛志ほか

#### 2017年
- 警視庁・捜査一課長[2][注 8] 出演：内藤剛志、田中圭、斉藤由貴、床嶋佳子、本田博太郎、金田明夫 ほか
- 遺留捜査[4] 出演：上川隆也、栗山千明、戸田恵子、宮﨑香蓮、永井大、甲本雅裕、段田安則 ほか
- 科捜研の女[17]（2クール）出演：沢口靖子、若村麻由美、風間トオル、金田明夫、斉藤暁、内藤剛志ほか

#### 2018年
- 警視庁・捜査一課長[3] 出演：内藤剛志、床嶋佳子、安達祐実、塙宣之、本田博太郎、金田明夫 ほか
- 遺留捜査[5] 出演：上川隆也、栗山千明、戸田恵子、宮﨑香蓮、永井大、甲本雅裕、梶原善 ほか
- 科捜研の女[18] 出演：沢口靖子、若村麻由美、風間トオル、金田明夫、斉藤暁、内藤剛志ほか

#### 2019年
- 刑事ゼロ 出演：沢村一樹、瀧本美織、寺島進、横山だいすけ、猫背椿、渡辺いっけい、財前直見、武田鉄矢 ほか
- 科捜研の女[19]（4クール） 出演：沢口靖子、若村麻由美、風間トオル、金田明夫、斉藤暁、内藤剛志ほか

### 2020年代前半

#### 2020年
- 警視庁・捜査一課長2020[4] (2クール) 出演：内藤剛志、斉藤由貴、床嶋佳子、三吉彩花、本田博太郎、金田明夫 ほか
- 科捜研の女[20] 出演：沢口靖子、若村麻由美、風間トオル、金田明夫、斉藤暁、内藤剛志ほか

#### 2021年
- 遺留捜査[6] 出演：上川隆也、栗山千明、戸田恵子、永井大、戸塚純貴、甲本雅裕、宮﨑香蓮、梶原善 ほか
- 警視庁・捜査一課長[5] 出演：内藤剛志、斉藤由貴、床嶋佳子、本田博太郎、金田明夫 ほか
- IP〜サイバー捜査班 出演：佐々木蔵之介、福原遥、間宮祥太朗 ほか
- 科捜研の女[21] (2クール) 出演：沢口靖子、若村麻由美、風間トオル、金田明夫、斉藤暁、内藤剛志ほか

#### 2022年
- 警視庁・捜査一課長[6] 出演：内藤剛志、斉藤由貴、床嶋佳子、本田博太郎、金田明夫 ほか
- 遺留捜査[7] 出演：上川隆也、栗山千明、永井大、戸塚純貴、宮﨑香蓮、甲本雅裕、戸田恵子 ほか

## 常連スタッフ
この枠は違う番組でも同じスタッフが登板することがよくあり、この枠の独特の色をつくっていると言える。
企画・チーフプロデューサー
- 井圡隆（テレビ朝日） [注 9]

脚本
- 砂本量（舞妓さんは名探偵、科捜研の女、京都潜入捜査官、オヤジ探偵2、おみやさん）[注 3]
- 林誠人（京都迷宮案内、別れる2人の事件簿、おみやさん）
- 西岡琢也（京都迷宮案内、京都地検の女、黒いバッグの女）
- 櫻井武晴（オヤジ探偵、科捜研の女、その男、副署長、加茂伸之介）
- 塩田千種（京都迷宮案内、おみやさん、京都地検の女、その男、副署長）
- 岩下悠子（おみやさん、新・科捜研の女、京都地検の女、その男、副署長、加茂伸之介）
- 深沢正樹（科捜研の女、おみやさん、女刑事みずき）
- 真部千晶（女刑事みずき、新・科捜研の女、その男、副署長、ホンボシ）

監督
- 黒沢直輔（京都迷宮案内、京都潜入捜査官、黒いバッグの女）
- 橋本一（京都迷宮案内、舞妓さんは名探偵、科捜研の女、別れる2人の事件簿、京都潜入捜査官、異議あり!、女刑事みずき、加茂伸之介）
- 辻野正人（京都始末屋事件ファイル、科捜研の女、別れる2人の事件簿）
- 和泉聖治（オヤジ探偵、おみやさん）
- 麻生学（オヤジ探偵、京都地検の女、女刑事みずき）
- 森本浩史（オヤジ探偵、京都迷宮案内、おみやさん、京都地検の女、新・科捜研の女、その男、副署長、加茂伸之介）
- 藤岡浩二郎（京都迷宮案内、科捜研の女、京都地検の女、女刑事みずき、その男、副署長）
- 石川一郎（京都始末屋事件ファイル、京都地検の女、新・京都迷宮案内、その男、副署長、女刑事みずき、科捜研の女、おみやさん）

音楽
- 池頼広（京都迷宮案内、舞妓さんは名探偵、オヤジ探偵、異議あり!、黒いバッグの女、加茂伸之介）
- 大島ミチル（おみやさん、京都地検の女）

## ネット局と放送時間
| 放送対象地域   | 放送局                       | 系列                                         | 放送時間           | ネット状況 |
| -------------- | ---------------------------- | -------------------------------------------- | ------------------ | ---------- |
| 関東広域圏     | テレビ朝日（EX）             | テレビ朝日系列                               | 木曜 20:00 - 20:54 | 制作局     |
| 北海道         | 北海道テレビ（HTB）          | テレビ朝日系列                               | 木曜 20:00 - 20:54 | 同時ネット |
| 青森県         | 青森朝日放送（ABA）          | テレビ朝日系列                               | 木曜 20:00 - 20:54 | 同時ネット |
| 岩手県         | 岩手朝日テレビ（IAT）        | テレビ朝日系列                               | 木曜 20:00 - 20:54 | 同時ネット |
| 秋田県         | 秋田朝日放送（AAB）          | テレビ朝日系列                               | 木曜 20:00 - 20:54 | 同時ネット |
| 宮城県         | 東日本放送（khb）            | テレビ朝日系列                               | 木曜 20:00 - 20:54 | 同時ネット |
| 山形県         | 山形テレビ（YTS）            | テレビ朝日系列                               | 木曜 20:00 - 20:54 | 同時ネット |
| 福島県         | 福島放送（KFB）              | テレビ朝日系列                               | 木曜 20:00 - 20:54 | 同時ネット |
| 新潟県         | 新潟テレビ21（UX）           | テレビ朝日系列                               | 木曜 20:00 - 20:54 | 同時ネット |
| 長野県         | 長野朝日放送（abn）          | テレビ朝日系列                               | 木曜 20:00 - 20:54 | 同時ネット |
| 静岡県         | 静岡朝日テレビ（SATV）       | テレビ朝日系列                               | 木曜 20:00 - 20:54 | 同時ネット |
| 石川県         | 北陸朝日放送（HAB）          | テレビ朝日系列                               | 木曜 20:00 - 20:54 | 同時ネット |
| 中京広域圏     | 名古屋テレビ（メ～テレ/NBN） | テレビ朝日系列                               | 木曜 20:00 - 20:54 | 同時ネット |
| 近畿広域圏     | 朝日放送テレビ（ABC TV）     | テレビ朝日系列                               | 木曜 20:00 - 20:54 | 同時ネット |
| 広島県         | 広島ホームテレビ（HOME）     | テレビ朝日系列                               | 木曜 20:00 - 20:54 | 同時ネット |
| 山口県         | 山口朝日放送（yab）          | テレビ朝日系列                               | 木曜 20:00 - 20:54 | 同時ネット |
| 香川県・岡山県 | 瀬戸内海放送（KSB）          | テレビ朝日系列                               | 木曜 20:00 - 20:54 | 同時ネット |
| 愛媛県         | 愛媛朝日テレビ（eat）        | テレビ朝日系列                               | 木曜 20:00 - 20:54 | 同時ネット |
| 福岡県         | 九州朝日放送（KBC）          | テレビ朝日系列                               | 木曜 20:00 - 20:54 | 同時ネット |
| 長崎県         | 長崎文化放送（ncc）          | テレビ朝日系列                               | 木曜 20:00 - 20:54 | 同時ネット |
| 熊本県         | 熊本朝日放送（KAB）          | テレビ朝日系列                               | 木曜 20:00 - 20:54 | 同時ネット |
| 大分県         | 大分朝日放送（OAB）          | テレビ朝日系列                               | 木曜 20:00 - 20:54 | 同時ネット |
| 鹿児島県       | 鹿児島放送（KKB）            | テレビ朝日系列                               | 木曜 20:00 - 20:54 | 同時ネット |
| 沖縄県         | 琉球朝日放送（QAB）          | テレビ朝日系列                               | 木曜 20:00 - 20:54 | 同時ネット |
| 宮崎県         | テレビ宮崎（UMK）            | フジテレビ系列 日本テレビ系列 テレビ朝日系列 | 月曜 21:00 - 21:54 | 遅れネット |

### ネット配信
最新話配信はテレビ朝日の放送日時基準のため、遅れネット局では配信の更新に遅れて放送される。

同時ネット局放送済の分については、個別の記事を参照。
| 配信元               | 更新日時         | 配信期間 | 備考                               |
| -------------------- | ---------------- | -------- | ---------------------------------- |
| テレ朝キャッチアップ | 木曜 放送後 更新 | 7日      | 同時ネット局の最新話限定で無料配信 |
| TVer                 | 木曜 放送後 更新 | 7日      | 同時ネット局の最新話限定で無料配信 |
| GYAO!                | 木曜 放送後 更新 | 7日      | 同時ネット局の最新話限定で無料配信 |